# Louisa của Đại Anh
Louisa của Đại Anh (18 tháng 12 (lịch cũ) 1724 – 19 tháng 12 năm 1751)  là Vương hậu Đan Mạch và Na Uy từ năm 1746 cho đến khi qua đời với tư cách là người vợ đầu tiên của Frederik V. Louisa là con gái út còn sống của George II của Đại Anh và Caroline xứ Ansbach.
Cuộc hôn nhân giữa Louisa của Đại Anh và Frederik V của Đan Mạch được dàn xếp chỉ vì lý do chính trị (các bộ trưởng của Quốc vương George II muốn có được sự hỗ trợ của Đan Mạch trong các cuộc tranh chấp với Phổ). Dù là một cuộc hôn nhân sắp đặt nhưng hai vợ chồng sống khá hòa hợp với nhau, ít nhất là trong những năm đầu chung sống. Louisa là một người khuyến khích các buổi biểu diễn của các diễn viên và nhạc sĩ và được yêu mến tại triều đình Đan Mạch mặc dù Vương hậu chưa bao giờ tạo được ảnh hưởng đáng kể đến các quyết định của chồng mình. 

## Thiếu thời

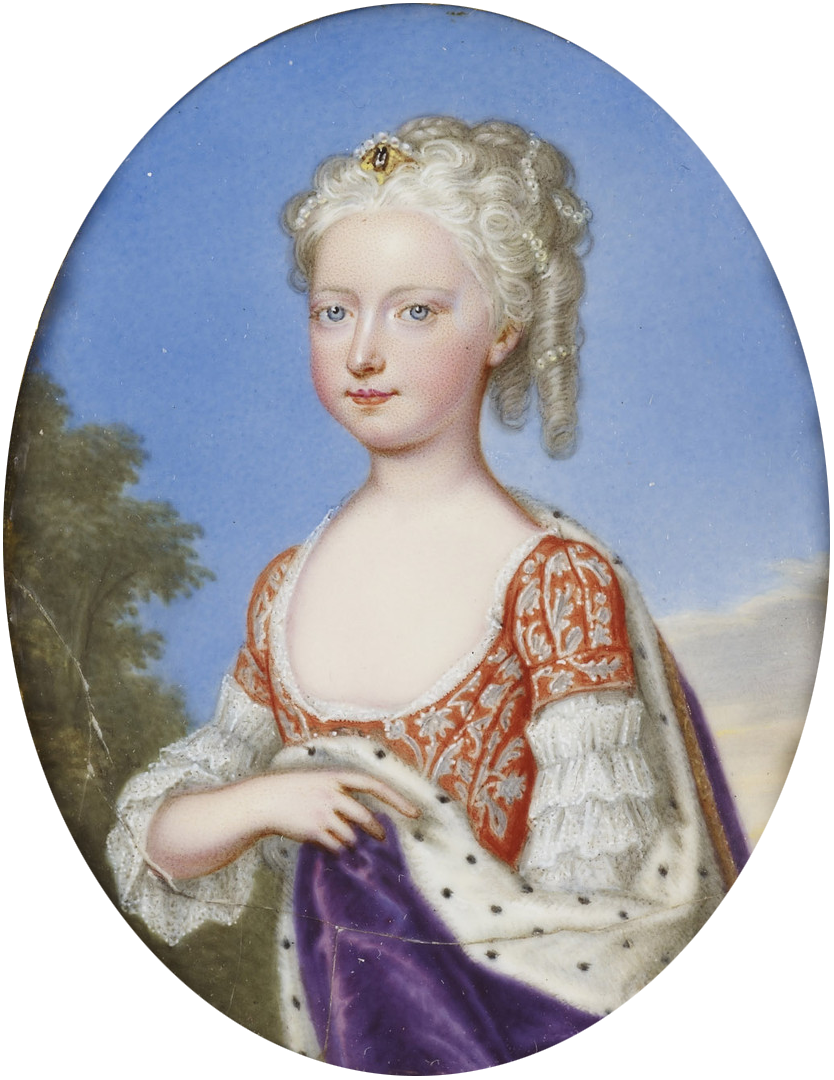
Một bức chân dung thu nhỏ của Vương nữ Louisa trẻ tuổi bởi Christian Friedrich Zincke, khoảng thập niên 1730 (Bộ Sưu tập Vương thất).

Louisa được sinh vào ngày 18 tháng 12 (theo lịch cũ) năm 1724 tại Điện Leicester, Westminster, Luân Đôn , là con gái thứ năm và là con út của Thân vương và Thân vương phi xứ Wales lúc bấy giờ. Bà được sinh ra mười năm sau khi ông nội là Tuyển hầu tước Georg Ludwig của Hannover, kế vị ngai vàng Vương quốc Anh và Ireland vào năm 1714 với tên hiệu George I, và cha của Vương tôn nữ do đó cũng trở thành Thân vương xứ Wales và chuyển đến Luân Đôn cùng gia đình. Thân vương xứ Wales có mối quan hệ căng thẳng với chính Quốc vương, và vào năm 1717, sau một cuộc cãi vã, George I đã trục xuất con trai mình khỏi triều đình. Sau đó, Vương tử George sống tại Điện Leicester, một khu nhà phố lớn dành cho giới quý tộc ở Westminster, bấy giờ là nơi gặp gỡ của nhưng người có xu hướng đối lập về chính trị của Quốc vương George I. Chính tại đây, Louisa đã được sinh ra.
Vương tôn nữ được rửa tội "Louisa" tại Điện Leicester vào ngày 22 tháng 12. Cha mẹ đỡ đầu của Louisa là chị gái Amelia của Đại Anh và hai người em họ Luise Ulrike của Phổ (đại diện bởi Sarah Cadogan, Công tước phu nhân xứ Richmond và Lennox) và Friedrich, Thái tử Phổ (đại diện bởi Henry de Nassau d'Auverquerque, Bá tước thứ 1 xứ Grantham).

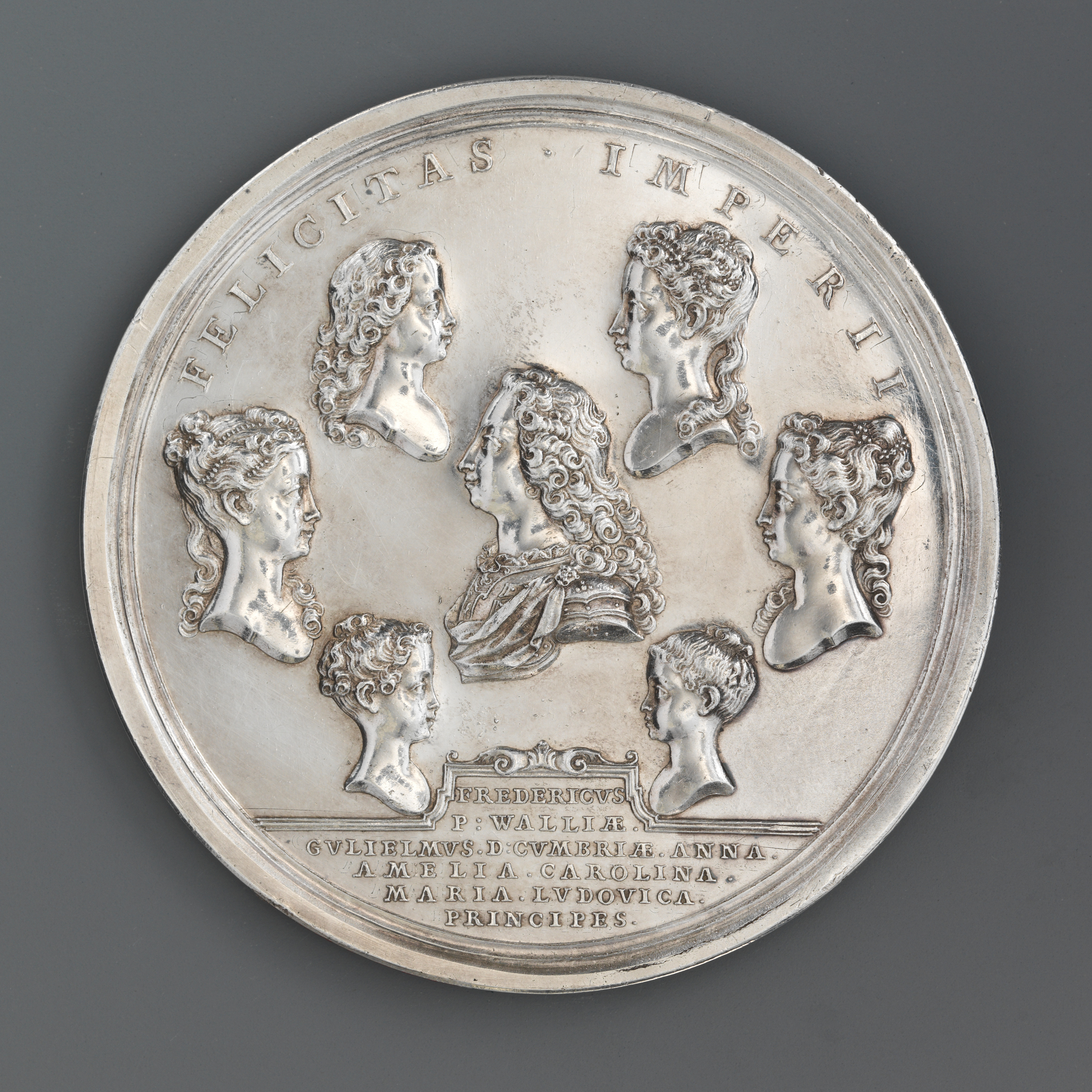
Huy chương năm 1732 của John Croker thể hiện bảy người con còn sống của George II của Đại Anh và Caroline xứ Ansbach là Frederick, William, Anne, Amelia, Caroline, Mary và Louisa.

Mẹ của Louisa đã mang thai 11 lần nhưng vì mất 4 người con nên Vương nữ chỉ có 6 anh chị em sống đến tuổi trưởng thành. Trong số này, Louisa chỉ sống cùng hai người con khác là Vương tôn William và Vương tôn nữ Mary cùng cha mẹ tại Điện Leicester. Ba người tạo thành 'nhóm trẻ hơn', sinh ra ở Luân Đôn, trái ngược với 'nhóm lớn hơn', sinh ra ở Hannover bị Quốc vương George I tách khỏi cha mẹ vào năm 1717. Người chị gái yêu thích của Louisa là Mary, người sau này kết hôn với Friedrich II xứ Hessen-Kassel. Cuộc hôn nhân trong tương lai của hai chị em sẽ trở thành cơ sở cho những cuộc hôn nhân giữa Vương thất Đan Mạch và Gia tộc Hessen-Kassel của các thế hệ sau.
Vào ngày 11 tháng 6 năm 1727, khi Louisa mới hai tuổi, ông nội George I đã qua đời, cha của Louisa đã lên ngôi và lấy tên hiệu là George II. Sau đó, cả gia đình chuyển đến Cung điện Thánh James, nơi ở của Quốc vương Anh ở Luân Đôn. Tại đây Louisa lớn lên, trải qua những kỳ nghỉ tại dinh thự mùa hè của cha mẹ là Richmond Lodge, nằm gần sông Thames ở Richmond. Năm 1737, khi Louisa gần 13 tuổi, Vương hậu Caroline qua đời nên Louisa được nuôi dưỡng chủ yếu bởi chị gái là Vương nữ Caroline.

## Hôn nhân

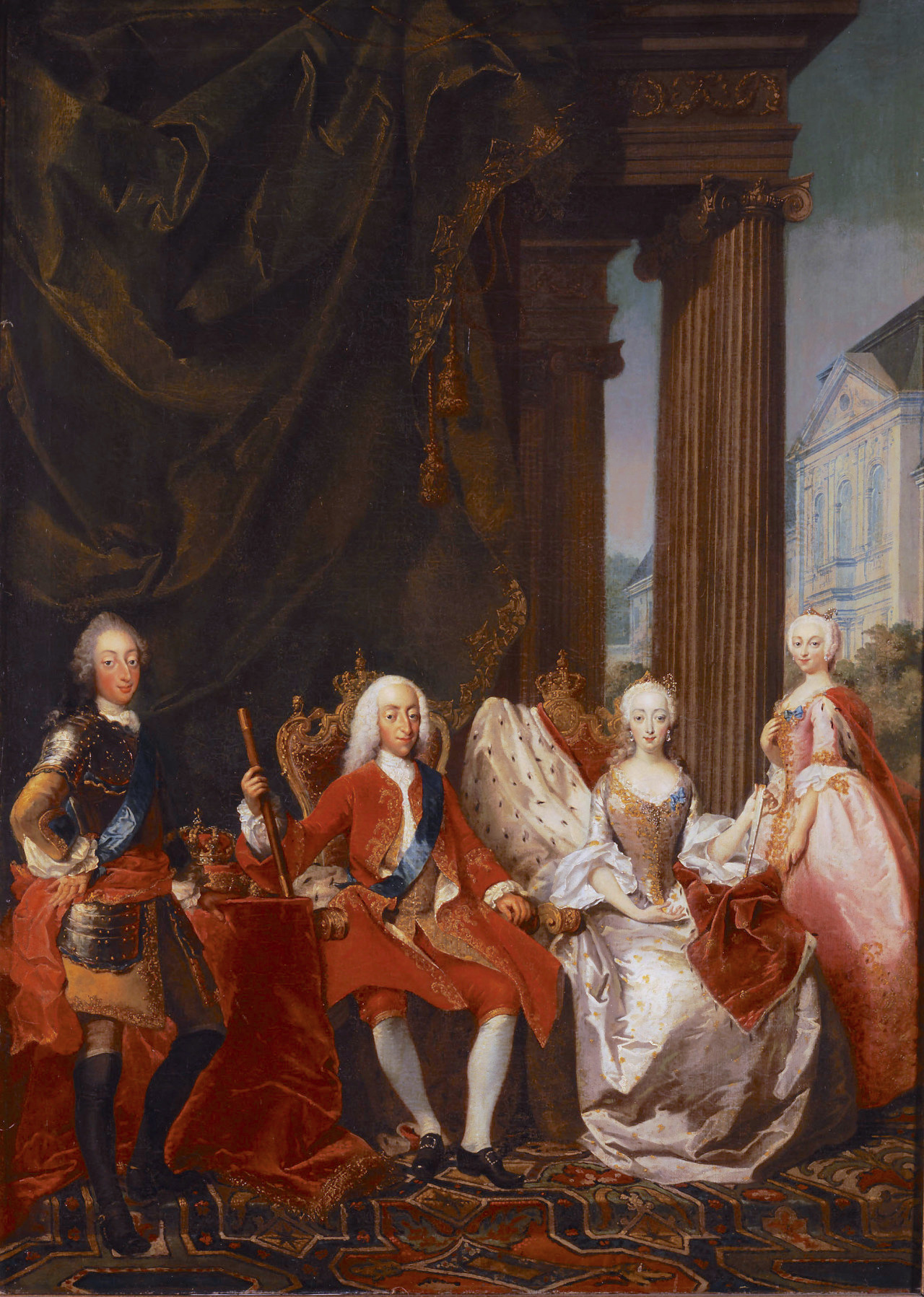
Quốc vương Christian VI cùng gia đình: Vương hậu Sophie Magdalene, Thái tử Frederik (V) và Thái tử phi Louisa. Bối cảnh có thể là ở Cung điện Hirschholm. Tranh của Carl Marcus Tuscher, khoảng năm 1744 (Lâu đài Rosenborg).

Năm 1743, một cuộc hôn nhân đã được thảo luận giữa Louisa và Thái tử Frederik của Đan Mạch và Na Uy. Cuộc hôn nhân được đề xuất bởi phía Vương quốc Anh vì lý do chính trị. Vào thời điểm kết hôn, cả Pháp và Anh đều mong muốn liên minh với Đan Mạch-Na Uy, và vì đức tin Kháng Cách, Anh có lợi thế hơn trong việc thiết lập liên minh hôn nhân.  Chính phủ Đan Mạch ủng hộ đề xuất này, trong khi cha của Frederik, Christian VI, ban đầu tỏ ra miễn cưỡng. Nhưng nhà vua đã bị thuyết phục với hy vọng cuộc hôn nhân sẽ dẫn đến sự ủng hộ của Anh đối với việc Christian VI hoặc con trai tuyên bố lên ngôi ở Thụy Điển. Ở khía cạnh cá nhân hơn, có nhiều hy vọng rằng hôn nhân sẽ khiến Thái tử bỏ được thói quen uống rượu và trụy lạc của mình. Về phần Thái tử, sau khi được tặng một bức chân dung của Louisa và thấy Vương nữ có ngoại hình ấy rất hấp dẫn, và được cho biết tính cách sự hòa nhã đức nữ, Frederik tuyên bố sẵn sàng kết hôn với Louisa, hơn nữa bản thân Thái tử cũng nhận thấy được lợi ích cuộc hôn nhân mang lại trong tình thế chính trị bấy giờ. 
Do đó, các thỏa thuận về hôn nhân bắt đầu được thực hiện vào năm 1743 và đã kết thúc thành công trong vòng vài tháng vào ngày 14 tháng 9.  Ngày 19 tháng 10, Vương nữ Louisa 18 tuổi rời Luân Đôn và bắt đầu hành trình tới Copenhagen. Lord Chamberlain đã ra lệnh cung cấp vật dụng cho Vương nữ, bao gồm "bộ khăn trải giường, tủ đựng quần áo, dụng cụ pha trà khi đi du lịch và các vật dụng cho Phu nhân Dives và du thuyền "Fubbs": tất cả ước tính khoảng £503".  Louisa trước tiên di chuyển bằng du thuyền vương thất HMY Fubbs đến lãnh thổ Đức của cha là Tuyển hầu quốc Hannover, và tiến hành kết hôn ủy nhiệm tại đây vào ngày 10 tháng 11, trong đó chú rể được đại diện bởi anh trai Louisa là William, Công tước xứ Cumberland.   Sau đó, đoàn tùy tùng của Louisa và Frederik gặp nhau tại thành phố biên giới Altona, bấy giờ thuộc Công quốc Holstein của Đan Mạch, nơi Louisa gặp chồng mình lần đầu tiên một tuần sau đám cưới.  Ở đó, đoàn tùy tùng người Anh của Louisa đã được thay thế bằng đoàn tùy tùng người Đan Mạch, đứng đầu là Ngài Carl Juel và Thị tùng trưởng là Christiane Henriette Louise Juel. Louisa và Frederik sau đó cùng nhau đến Copenhagen, nơi cả hai chính thức tiến vào thủ đô Đan Mạch vào ngày 11 tháng 12 trước sự cổ vũ nồng nhiệt của người dân. Cùng ngày hôm đó, lễ cưới thứ hai với sự hiện diện của chú rể được tổ chức tại nhà nguyện của Cung điện Christiansborg, một dinh thự chính mới hoàn thành của Vương thất Đan Mạch ở trung tâm Copenhagen.  

## Vương thái tử phi Đan Mạch

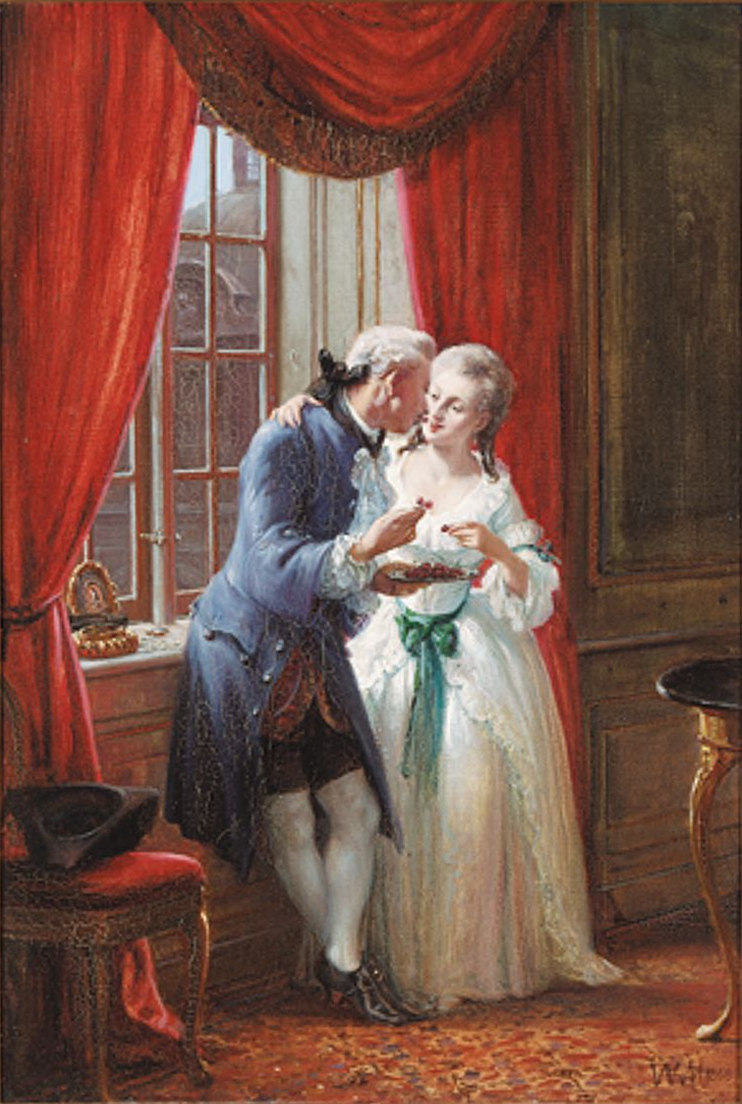
Vương thái tử và Vương thái tử phi cùng chia sẻ những quả anh đào trong phòng của hai vợ chồng ở Cung điện Charlottenborg, được mô tả bởi Charlotte Dorothea Biehl. Bức tranh họa bởi của Wilhelm Marstrand, năm 1868.

Sau đám cưới, cặp đôi ban đầu cư trú tại Cung điện Charlottenborg , một dinh thự nhỏ theo phong cách Baroque của vương thất Đan Mạch nằm ở quảng trường lớn nhất Copenhagen, Kongens Nytorv. Tại đây, nơi ở của họ nhanh chóng trở thành một triều đình sôi động và thú vị, khác hẳn với sự cứng nhắc và nặng nề của những nghi thức cung đình tại triều đình của hai vợ chồng ở Cung điện Christiansborg.  Louisa và chồng sống ở đó cho đến khi năm 1745, khi cả hai có thể chuyển đến Dinh thự Vương tử , một dinh thự trong thành phố do kiến trúc sư người Đan Mạch và bậc thầy xây dựng Nicolai Eigtved tu sửa theo phong cách Rococo và nằm đối diện Kênh đào Frederiksholm nhìn từ Cung điện Christiansborg. 
Mặc dù là một cuộc hôn nhân sắp đặt nhưng cả hai sống khá hòa hợp với nhau, và ít nhất là trong những năm đầu tiên, mối quan hệ của họ có vẻ gần gũi. Cặp đôi có năm người con, trong đó người con trai cả Christian đã qua đời từ thời thơ ấu.  Mặc dù Frederik rất coi trọng và luôn đối xử tử tế với Louisa, nhưng theo nhiều nguồn tin, Frederik không yêu vợ mình và vẫn duy trì lối sống trụy lạc.  Tuy nhiên, Frederick cảm thấy thoải mái khi bên vợ, và Louisa cũng giả vờ không để ý đến sự không chung thỉu cũng như các mối quan hệ ngoài luồng của chồng, đặc biệt là với tình nhân được Frederik yêu thích là Else Hansen.
Louisa nhanh chóng trở nên được yêu mến trong triều đình Đan Mạch, và Quốc vương Christian VI của Đan Mạch nhận xét rằng Louisa là người con dâu tốt bụng và dễ mến.  Thái tử phi cũng được người dân Copenhagen đón nhận rất nhiệt tình nhờ cách cư xử tự nhiên và thẳng thắn của mình.  Không giống như mẹ chồng, Vương hậu Sophie Magdalene, Louisa nỗ lực học tiếng Đan Mạch ngay từ khi đặt chân đến Đan Mạch dưới sự giáo dục của linh mục triều đình Erik Pontoppidan. Louisa cũng thuê giáo viên để các con có thể học nói  tiếng Đan Mạch.

## Vương hậu Đan Mạch

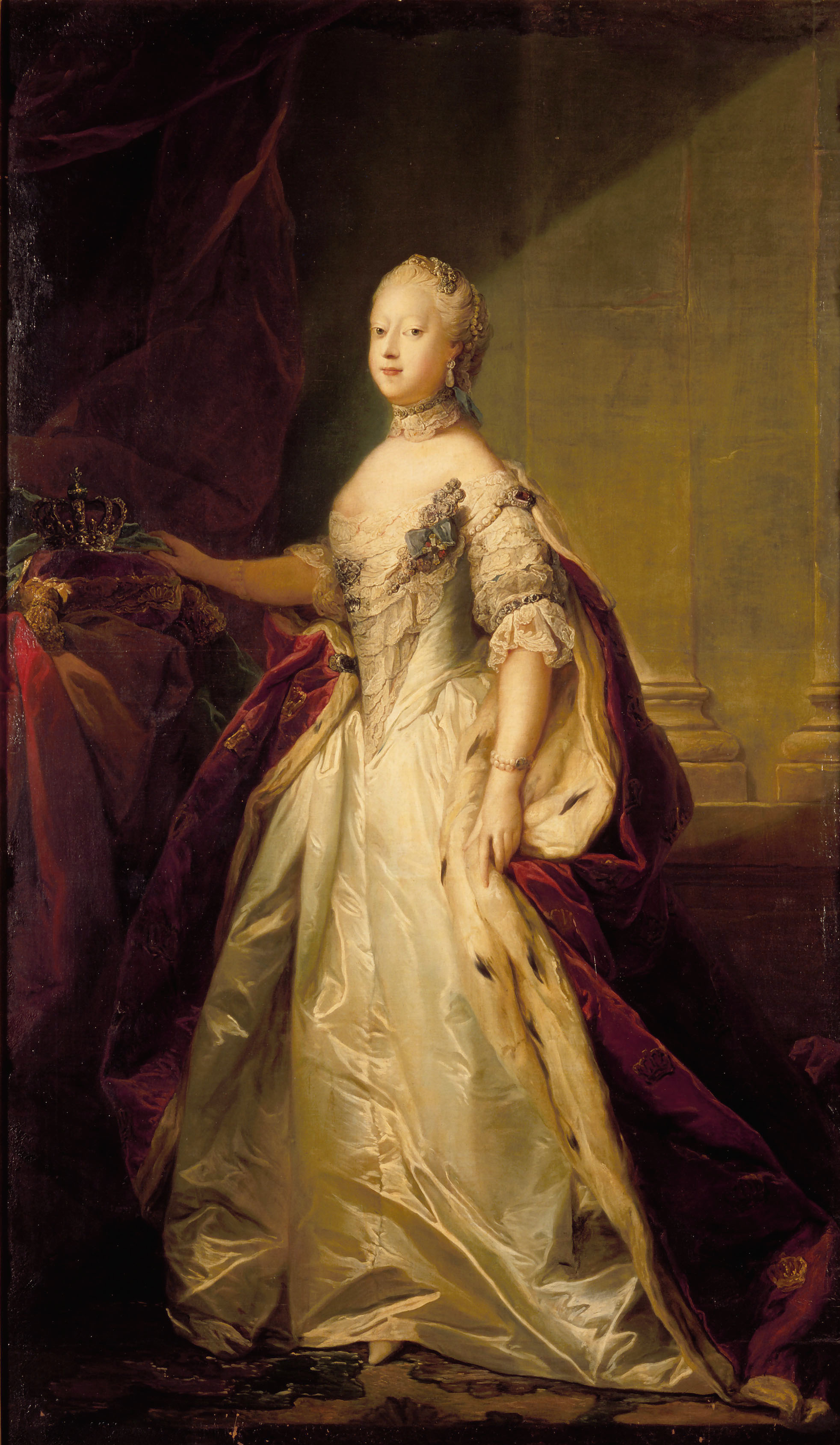
Chân dung Vương hậu Louisa của Carl Gustaf Pilo, khoảng năm 1745 (Lâu đài Rosenborg).

Với cái chết của Christian VI vào ngày 6 tháng 8 năm 1746, Frederik đã lên ngôi với tên hiệu là Frederick V, và Louisa do đó trở thành Vương hậu Đan Mạch và Na Uy ở tuổi 21. Sau đó, tân vương và tân hậu di chuyển một đoạn ngắn từ Dinh thự Vương tử băng qua Kênh đào Frederiksholm vào Cung điện Christiansborg rộng lớn. Các nghi lễ đánh dấu sự lên ngôi kết thúc khi tân vương và tân hậu được xức dầu long trọng trong nhà nguyện của Cung điện Frederiksborg vào ngày 4 tháng 9 năm sau.
Những điều Louisa và chồng đã bắt đầu ở quy mô nhỏ tại Cung điện Charlottenborg và Dinh thự Vương tử, giờ đây họ tiếp tục ở quy mô lớn hơn tại Christiansborg. Việc Frederik V lên ngôi đã mang lại một sự thay đổi lớn trong cuộc sống tại triều đình Đan Mạch, giờ đây đã vui vẻ và thoải mái hơn nhiều so với sự nghiêm nghị đậm tính tôn giáo dưới thời bố mẹ chồng của Louisa. Gần như là một dấu hiệu của thời đại mới, những sợi xích sắt nặng nề bao quanh Christiansborg trước đây để giữ khoảng cách với người dân đã biến mất, cuộc sống cung đình lấy lại vẻ hào nhoáng, và các đại sảnh và phòng khách của cung điện một lần nữa trở thành địa điểm tổ chức vũ hội và là nơi tụ họp xã hội.  Vương hậu Louisa rất được yêu quý ở Đan Mạch, và sự mến mộ lớn của cặp đôi là nhờ vào Vương hậu. Là người có tính cách hoạt bát, Louisa dễ dàng hòa đồng với những người khác. Vương hậu được miêu tả là người có học thức và giao thiệp khéo léo, không xinh đẹp nhưng rất đoan trang và rất phù hợp với vai trò quốc mẫu. Một nhà ngoại giao Thụy Điển tại Đan Mạch đã mô tả cô ấy như sau:
Văn bản tiếng Anh: "She has good sense and is easy with words, friendly in tone, knows how to converse on many subjects and can speak several languages; while giving court, she seldom leaves anyone without saying something nice; she very much enjoys dance and dances well, she has a good temper and is known for her piety and excellent qualities. She finds pleasure in reading and music, she plays the clavichord well and teaches her daughters to sing."

| “ | "Đức ngài có trực giác nhạy bén và nói lời tốt đẹp, giọng điệu thạn thiện, biết trò chuyện về nhiều chủ đề và có thể nói nhiều ngôn ngữ; khi ở triều đình, ngài hiếm khi rời đi mà không lời tốt lành; đức bà cũng rất thích nhảy và nhảy rất tốt, ngài là người điềm tĩnh, nổi tiếng về lòng mộ đạo và có những phẩm chất tốt đẹp. Vương hậu tìm thấy niềm vui trong việc đọc sách và âm nhạc, ngài chơi tốt đàn clavichord và dạy các con gái hát." | ” |

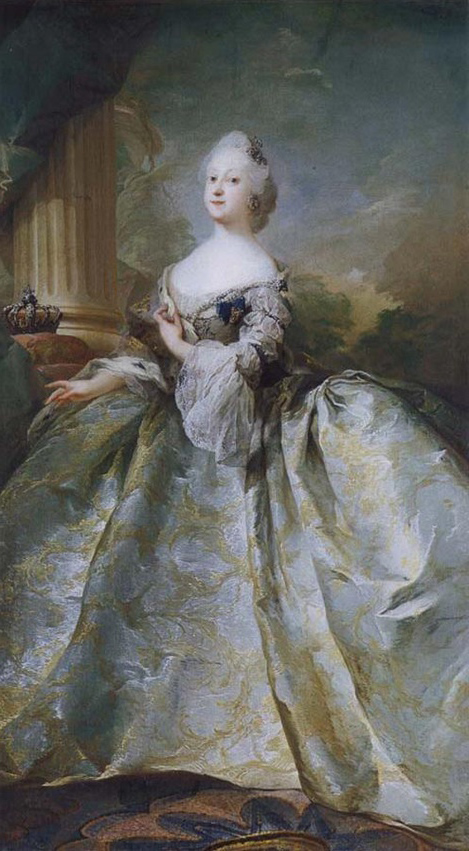
Chân dung của họa sĩ cung đình CG Pilo, năm 1751 (Phòng Trưng bày Quốc gia Đan Mạch)

Nỗ lực học nói tiếng Đan Mạch của Louisa, bao gồm với các con khiến Vương hậu được đánh giá cao vì triều đình Đan Mạch chủ yếu nói tiếng Đức. Do đó, nhà văn người Đan Mạch-Na Uy Ludvig Holberg đã viết trong một trong những bức thư tín của mình rằng:
It is impossible to describe with what sincere Pleasure a common man hears Her Majesty, though an English Princess, to speak Danish with the Royal Children.

| “ | Thật không thể diễn tả được niềm vui sướng khi một người được nghe Bệ hạ, dù xuất thân là một Vương nữ Anh, nói tiếng Đan Mạch với các con của mình. | ” |

Là một người quan tâm đến âm nhạc, khiêu vũ và kịch nghệ, vào năm 1747, Louisa đã sắp xếp để công ty opera Ý của Pietro Mingotti được mời đến Copenhagen, nơi họ biểu diễn opera và ba lê cho triều đình tại Cung điện Charlottenborg cho đến năm 1750. Các thành viên bao gồm nhà soạn nhạc Christoph Willibald Gluck, người đã ở lại triều đình Đan Mạch từ 1748 đến 1749. Nhân dịp Vương hậu sinh ra người thừa kế ngai vàng, Thái tử Christian, ông đã sáng tác vở opera La Contesa dei Numi ("Cuộc tranh chấp của các vị thần"), trong đó các vị thần trên đỉnh Olympus tập trung tại bờ của Vành đai lớn và thảo luận xem ai nên là người bảo vệ vị vương tử mới. Vở opera được biểu diễn lần đầu tiên vào ngày 12 tháng 3 năm 1749 tại Charlottenborg nhân dịp Vương hậu đi lễ lần đầu tiên sau khi sinh. Năm 1748, đoàn kịch Pháp Du Londel Troupe dưới sự lãnh đạo của Jeanne Du Londel đã được mời biểu diễn kịch tại Copenhagen, nơi họ biểu diễn cho đến năm 1753, và họ cũng biểu diễn ở Oslo tại Na Uy trong thời gian quốc vương ở đó vào năm 1749.
Năm 1751, Vương hậu Louisa thất bại trong việc phản đối hôn ước giữa con gái là Vương nữ Sophie Magdalene, bấy giờ được 5 tuổi và người thừa kế ngai vàng Thụy Điển là Thái tử Gustav, sau này là Quốc vương Gustav III. Louisa lo sợ rằng con gái mình sẽ không được Vương hậu Thụy Điển Luise Ulrike đối xử tốt. Vương hậu Luise Ulrike được biết đến là người chống Đan Mạch và phản đối cuộc hôn nhân và vương hậu mới là người cai trị thực sự tại triều đình Thụy Điển. Bản thân Louisa cũng không thích những cuộc hôn nhân sắp đặt vì trải nghiệm của bản thân.

## Qua đời sớm

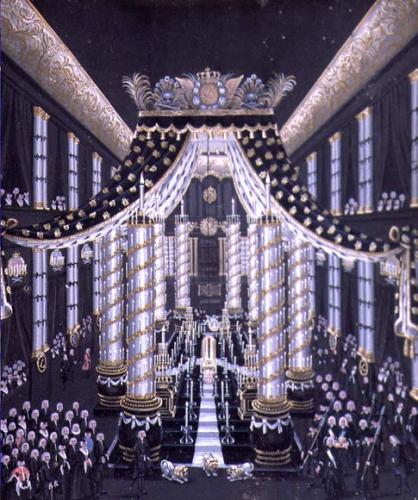
Bệ Catfalque của Vương hậu Louisa trong Nhà nguyện Cung điện Christiansborg.

Cùng năm đó, Louisa bị bệnh nặng do thoát vị rốn khi đang mang thai đứa con thứ sáu.   Bác sĩ phẫu thuật của triều đình đã phẫu thuật cho vương hậu nhưng không thể cứu được mạng sống của hai mẹ con. Louisa qua đời tại Cung điện Christiansborg vào ngày 19 tháng 12 năm 1751, một ngày sau sinh nhật lần thứ 27, sau 14 năm kết hôn và chỉ 5 năm từ khi trở thành Vương hậu. Tin tức về cái chết của vương hậu được yêu mến đã gây ra sự đau buồn tại triều đình và sự thương tiếc lớn của mọi người đối với vương hậu họ hết lòng yêu quý trong khoảng thời gian tại vị ngắn ngủi của đức hậu.  Sau khi được tổ chức tang lễ cực kỳ long trọng tại nhà nguyện trong Cung điện Christiansborg ở Copenhagen, Louisa được an táng tại Nhà thờ chính tòa Roskilde trên đảo Sjælland, nơi chôn cất truyền thống của các vị quân chủ Đan Mạch từ thế kỷ 15.

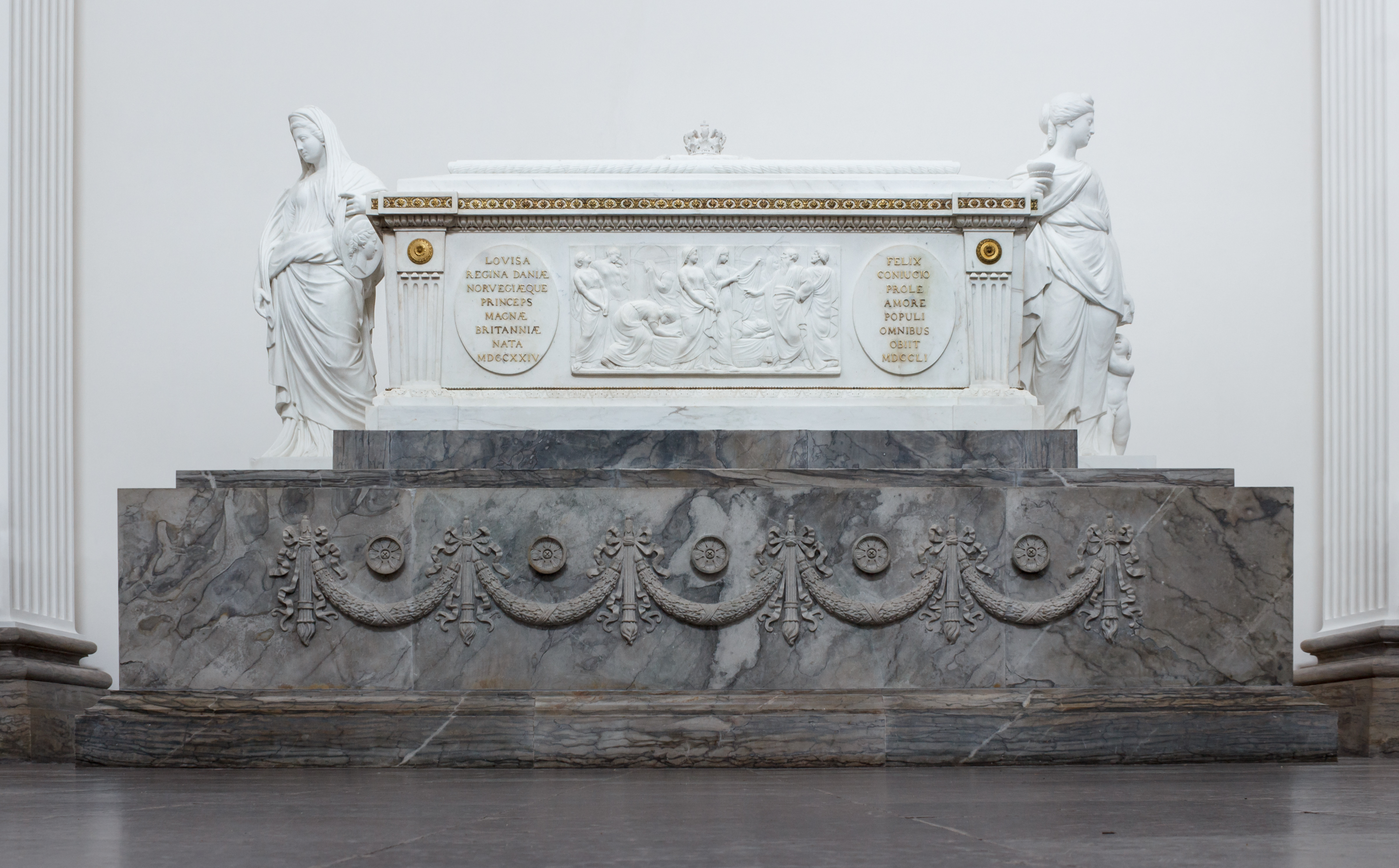
Quan tài của Vương hậu Louisa ở Nhà thờ chính tòa Roskilde do nhà điêu khắc người Anh Carl Frederik Stanley thiết kế.

Frederik V sống lâu hơn Louisa 14 năm. Mặc dù ban đầu không muốn tái hôn với một vương nữ ngoại quốc, trừ khi đó là với một vương nữ Anh, thế nhưng không có vương nữ Anh nào có thể gả cho Frederik V tại thời điểm đó. Vì vậy một cuộc hôn nhân mới cho quốc vương Đan Mạch đã được dàn xếp bởi Bá tước Adam Gottlob von Moltke, người cho rằng Frederik V nên tái hôn sớm nhất có thể. Do đó, cuộc hôn nhân thứ hai của Frederik diễn ra tại nhà nguyện của Cung điện Fredensborg vào ngày 8 tháng 7 năm 1752 với em vợ của Friederich Đại đế của Phổ là Juliane Marie xứ Braunschweig-Wolfenbüttel, con gái của Ferdinand Albrecht II xứ Braunschweig-Wolfenbüttel. Cuộc hôn nhân bị nhiều người phản đối vì cho rằng còn quá sớm để Frederik tái hôn. Vị tân nương không phù hợp với ý thích của Frederik và cũng không hợp ý triều đình và không bao giờ được yêu mến - không có lý do nào khác ngoài sự cứng nhắc về lễ nghi của tân vương hậu vốn được thực hành trong triều đình quý tộc của Đức, có vẻ kém thân thiện hơn so với Louisa của Anh.
Năm 1756, chị gái của Louisa là Mary, người bị chồng là Friedrich II xứ Hessen-Kassel ghẻ lạnh, chuyển đến Đan Mạch để chăm sóc các con của người em gái đã khuất. Mary mang theo ba người con trai của mình và nuôi dưỡng các con tại triều đình Đan Mạch. Hai người con trai lớn của Mary là Công tử Wilhelm và Công tử Karl sau này kết hôn với những người em họ của mình là Vương nữ Vilhelmine và Vương nữ Louise, và trong khi Wilhelm trở thành Tuyển hầu xứ Hessen, Karl và Friedrich thì chọn ở lại và lập nghiệp ở Đan Mạch.

## Di sản
Bởi vì Louisa vô cùng được yêu mến bởi người dân Đan Mạch, những hồi ước về Vương hậu trẻ tuổi ngày càng được vinh quang hóa theo thời gian. Một ví dụ của điều này là nhà thơ người Đức Friedrich Gottlieb Klopstock, một người vô cùng tận hiến và kính trọng Vương hậu Louisa; xúc động bởi những khó khăn mà Vương hậu phải chịu đựng cũng như là việc Louisa qua đời quá sớm, đã giải bày cảm xúc của mình cũng như lầ của người dân qua bài thơ ode An den König (Gửi đến Quốc vương), sau này gọi là Die Königin Luise  (Vương hậu Louisa) từ năm 1752. Bị so sánh với hình mẫu lý tưởng từ Vương hậu Louisa, những vị vương hậu kế nhiệm là người vợ thứ hai của chồng là Juliane Marie và người cháu gái gọi cô cũng như là con dâu của Louisa là Caroline Matilda phải hứng chịu những sự phán xét nặng nề.

### Vinh danh
- Quận Louisa nằm trong Khối thịnh vượng chung ở Virginia được đặt theo tên của Vương nữ Louisa vào năm 1742.[24]

## Vương huy
Ngày 30 tháng 8 năm 1727, với tư cách là con gái của quốc vương Đại Anh, Louisa đã được trao quyền sử dụng các vương huy của vương quốc nhưng không có biểu tượng Đế miện của Đế chế La Mã Thần thánh và được phân biệt bởi một dải bạc gồm ba dòng kẻ, mỗi dòng có 3 biểu tượng hình tròn đỏ.
| Vương huy từ ngày 30 tháng 8 năm 1727 | Vương huy của Vương hậu Louisa | Vương huy dạng chữ của Vương hậu Louisa |

## Hậu duệ
| Tên                                               | Sinh                                | Cái chết                               | ghi chú                                                               |
| ------------------------------------------------- | ----------------------------------- | -------------------------------------- | --------------------------------------------------------------------- |
| Christian, Vương thái tử Đan Mạch                 | Copenhagen, ngày 7 tháng 7 năm 1745 | Frederiksborg, ngày 3 tháng 6 năm 1747 | Qua đời khi còn nhỏ                                                   |
| Sophie Magdalene, Vương hậu Thụy Điển             | 3 tháng 7 năm 1746                  | 21 tháng 8 năm 1813                    | Kết hôn với Gustav III của Thụy Điển năm 1766; có hậu duệ.            |
| Vilhelmine Caroline, Tuyển hầu phu nhân xứ Hessen | 10 tháng 7 năm 1747                 | 19 tháng 1 năm 1820                    | Kết hôn với Wilhelm I, Tuyển hầu tước xứ Hessen năm 1763; có hậu duệ. |
| Christian VII, Quốc vương Đan Mạch                | 29 tháng 1 năm 1749                 | 13 tháng 3 năm 1808                    | Kết hôn, 1766, Caroline Matilda của Đại Anh; có hậu duệ.              |
| Louise, Công tử phu nhân Karl xứ Hessen-Kassel    | 30 tháng 1 năm 1750                 | 12 tháng 1 năm 1831                    | Kết hôn, 1766, Công tử Karl xứ Hessen-Kassel ; có hậu duệ.            |

## Gia phả
| \| \| \| \| \| \| \| \| \| \| \| \| \| \| \| \| \| \| \| \| 16. Georg xứ Braunschweig-Calenberg \| \| \| \| \| \| \| \| \| \| \| \| \| \| \| \| \| \| \| \| \| \| \| \| \| \| \| \| \| \| \| \| \| \| \| \| \| \| \| \| \| \| \| \| \| \| \| \| \| \| \| \| \| \| 8. Ernst August I xứ Hannover \| \| \| \| \| \| \| \| \| \| \| \| \| \| \| \| \| \| \| \| \| \| \| \| \| \| \| \| \| \| \| \| \| \| \| \| \| \| \| \| \| \| \| \| \| \| \| \| \| \| \| \| \| \| 17. Anna Eleonore xứ Hessen-Darmstadt \| \| \| \| \| \| \| \| \| \| \| \| \| \| \| \| \| \| \| \| \| \| \| \| \| \| \| \| \| \| \| \| \| \| \| \| \| \| \| \| \| \| \| \| \| \| \| \| \| \| \| \| \| \| 4. George I của Anh \| \| \| \| \| \| \| \| \| \| \| \| \| \| \| \| \| \| \| \| \| \| \| \| \| \| \| \| \| \| \| \| \| \| \| \| \| \| \| \| \| \| \| \| \| \| \| \| \| \| \| \| \| \| 18. Friedrich V của Pfalz \| \| \| \| \| \| \| \| \| \| \| \| \| \| \| \| \| \| \| \| \| \| \| \| \| \| \| \| \| \| \| \| \| \| \| \| \| \| \| \| \| \| \| \| \| \| \| \| \| \| \| \| \| \| 9. Sophie của Pfalz \| \| \| \| \| \| \| \| \| \| \| \| \| \| \| \| \| \| \| \| \| \| \| \| \| \| \| \| \| \| \| \| \| \| \| \| \| \| \| \| \| \| \| \| \| \| \| \| \| \| \| \| \| \| 19. Elizabeth của Anh và Scotland \| \| \| \| \| \| \| \| \| \| \| \| \| \| \| \| \| \| \| \| \| \| \| \| \| \| \| \| \| \| \| \| \| \| \| \| \| \| \| \| \| \| \| \| \| \| \| \| \| \| \| \| \| \| 2. George II của Anh \| \| \| \| \| \| \| \| \| \| \| \| \| \| \| \| \| \| \| \| \| \| \| \| \| \| \| \| \| \| \| \| \| \| \| \| \| \| \| \| \| \| \| \| \| \| \| \| \| \| \| \| \| \| 20. Georg xứ Braunschweig-Calenberg (= 16) \| \| \| \| \| \| \| \| \| \| \| \| \| \| \| \| \| \| \| \| \| \| \| \| \| \| \| \| \| \| \| \| \| \| \| \| \| \| \| \| \| \| \| \| \| \| \| \| \| \| \| \| \| \| 10. Georg Wilhelm xứ Braunschweig-Lüneburg \| \| \| \| \| \| \| \| \| \| \| \| \| \| \| \| \| \| \| \| \| \| \| \| \| \| \| \| \| \| \| \| \| \| \| \| \| \| \| \| \| \| \| \| \| \| \| \| \| \| \| \| \| \| 21. Anna Eleonore xứ Hessen-Darmstadt (= 17) \| \| \| \| \| \| \| \| \| \| \| \| \| \| \| \| \| \| \| \| \| \| \| \| \| \| \| \| \| \| \| \| \| \| \| \| \| \| \| \| \| \| \| \| \| \| \| \| \| \| \| \| \| \| 5. Sophie Dorothea của Celle \| \| \| \| \| \| \| \| \| \| \| \| \| \| \| \| \| \| \| \| \| \| \| \| \| \| \| \| \| \| \| \| \| \| \| \| \| \| \| \| \| \| \| \| \| \| \| \| \| \| \| \| \| \| 22. Alexandre Desmier xứ Olbreuse \| \| \| \| \| \| \| \| \| \| \| \| \| \| \| \| \| \| \| \| \| \| \| \| \| \| \| \| \| \| \| \| \| \| \| \| \| \| \| \| \| \| \| \| \| \| \| \| \| \| \| \| \| \| 11. Éléonore Desmier xứ Olbreuse \| \| \| \| \| \| \| \| \| \| \| \| \| \| \| \| \| \| \| \| \| \| \| \| \| \| \| \| \| \| \| \| \| \| \| \| \| \| \| \| \| \| \| \| \| \| \| \| \| \| \| \| \| \| 23. Jacquette Poussard du Bas-Vandré et de Saint-Marc \| \| \| \| \| \| \| \| \| \| \| \| \| \| \| \| \| \| \| \| \| \| \| \| \| \| \| \| \| \| \| \| \| \| \| \| \| \| \| \| \| \| \| \| \| \| \| \| \| \| \| \| \| \| 1. Louisa của Đại Anh \| \| \| \| \| \| \| \| \| \| \| \| \| \| \| \| \| \| \| \| \| \| \| \| \| \| \| \| \| \| \| \| \| \| \| \| \| \| \| \| \| \| \| \| \| \| \| \| \| \| \| \| \| \| 24. Joachim Ernst xứ Brandenburg-Ansbach \| \| \| \| \| \| \| \| \| \| \| \| \| \| \| \| \| \| \| \| \| \| \| \| \| \| \| \| \| \| \| \| \| \| \| \| \| \| \| \| \| \| \| \| \| \| \| \| \| \| \| \| \| \| 12. Albrecht II xứ Brandenburg-Ansbach \| \| \| \| \| \| \| \| \| \| \| \| \| \| \| \| \| \| \| \| \| \| \| \| \| \| \| \| \| \| \| \| \| \| \| \| \| \| \| \| \| \| \| \| \| \| \| \| \| \| \| \| \| \| 25. Sophie xứ Solms-Laubach \| \| \| \| \| \| \| \| \| \| \| \| \| \| \| \| \| \| \| \| \| \| \| \| \| \| \| \| \| \| \| \| \| \| \| \| \| \| \| \| \| \| \| \| \| \| \| \| \| \| \| \| \| \| 6. Johann Friedrich I xứ Brandenburg-Ansbach \| \| \| \| \| \| \| \| \| \| \| \| \| \| \| \| \| \| \| \| \| \| \| \| \| \| \| \| \| \| \| \| \| \| \| \| \| \| \| \| \| \| \| \| \| \| \| \| \| \| \| \| \| \| 26. Joachim Ernst xứ Oettingen-Oettingen \| \| \| \| \| \| \| \| \| \| \| \| \| \| \| \| \| \| \| \| \| \| \| \| \| \| \| \| \| \| \| \| \| \| \| \| \| \| \| \| \| \| \| \| \| \| \| \| \| \| \| \| \| \| 13. Sophie Margarete xứ Oettingen-Oettingen \| \| \| \| \| \| \| \| \| \| \| \| \| \| \| \| \| \| \| \| \| \| \| \| \| \| \| \| \| \| \| \| \| \| \| \| \| \| \| \| \| \| \| \| \| \| \| \| \| \| \| \| \| \| 27. Anna Sibilla xứ Solms-Sonnenwalde \| \| \| \| \| \| \| \| \| \| \| \| \| \| \| \| \| \| \| \| \| \| \| \| \| \| \| \| \| \| \| \| \| \| \| \| \| \| \| \| \| \| \| \| \| \| \| \| \| \| \| \| \| \| 3. Caroline xứ Ansbach \| \| \| \| \| \| \| \| \| \| \| \| \| \| \| \| \| \| \| \| \| \| \| \| \| \| \| \| \| \| \| \| \| \| \| \| \| \| \| \| \| \| \| \| \| \| \| \| \| \| \| \| \| \| 28. Wilhelm xứ Sachsen-Weimar \| \| \| \| \| \| \| \| \| \| \| \| \| \| \| \| \| \| \| \| \| \| \| \| \| \| \| \| \| \| \| \| \| \| \| \| \| \| \| \| \| \| \| \| \| \| \| \| \| \| \| \| \| \| 14. Johann Georg I xứ Sachsen-Eisenach \| \| \| \| \| \| \| \| \| \| \| \| \| \| \| \| \| \| \| \| \| \| \| \| \| \| \| \| \| \| \| \| \| \| \| \| \| \| \| \| \| \| \| \| \| \| \| \| \| \| \| \| \| \| 29. Eleonore Dorothea xứ Anhalt-Dessau \| \| \| \| \| \| \| \| \| \| \| \| \| \| \| \| \| \| \| \| \| \| \| \| \| \| \| \| \| \| \| \| \| \| \| \| \| \| \| \| \| \| \| \| \| \| \| \| \| \| \| \| \| \| 7. Eleonore xứ Sachsen-Eisenach \| \| \| \| \| \| \| \| \| \| \| \| \| \| \| \| \| \| \| \| \| \| \| \| \| \| \| \| \| \| \| \| \| \| \| \| \| \| \| \| \| \| \| \| \| \| \| \| \| \| \| \| \| \| 30. Ernst xứ Sayn-Wittgenstein \| \| \| \| \| \| \| \| \| \| \| \| \| \| \| \| \| \| \| \| \| \| \| \| \| \| \| \| \| \| \| \| \| \| \| \| \| \| \| \| \| \| \| \| \| \| \| \| \| \| \| \| \| \| 15. Johannetta I xứ Sayn-Wittgenstein-Sayn-Altenkirchen \| \| \| \| \| \| \| \| \| \| \| \| \| \| \| \| \| \| \| \| \| \| \| \| \| \| \| \| \| \| \| \| \| \| \| \| \| \| \| \| \| \| \| \| \| \| \| \| \| \| \| \| \| \| 31. Louise Juliane xứ Erbach \| \| \| \| \| \| \| \| \| \| \| \| \| \| \| \| \| \| \| \| \| \| \| \| \| \| \| \| \| \| \| \| \| \| \| \| \| \| \| \| \| \| \| \| \| \| \| \| \| \| \| \| |                                                         |  |  |  |  |  |  |  |  |  |  |  |  |  |  |  |
| |                                                         |  |  |  |  |  |  |  |  |  |  |  |  |  |  |  |
| | 16. Georg xứ Braunschweig-Calenberg                     |  |  |  |  |  |  |  |  |  |  |  |  |  |  |  |
| |                                                         |  |  |  |  |  |  |  |  |  |  |  |  |  |  |  |
| |                                                         |  |  |  |  |  |  |  |  |  |  |  |  |  |  |  |
| | 8. Ernst August I xứ Hannover                           |  |  |  |  |  |  |  |  |  |  |  |  |  |  |  |
| |                                                         |  |  |  |  |  |  |  |  |  |  |  |  |  |  |  |
| |                                                         |  |  |  |  |  |  |  |  |  |  |  |  |  |  |  |
| | 17. Anna Eleonore xứ Hessen-Darmstadt                   |  |  |  |  |  |  |  |  |  |  |  |  |  |  |  |
| |                                                         |  |  |  |  |  |  |  |  |  |  |  |  |  |  |  |
| |                                                         |  |  |  |  |  |  |  |  |  |  |  |  |  |  |  |
| | 4. George I của Anh                                     |  |  |  |  |  |  |  |  |  |  |  |  |  |  |  |
| |                                                         |  |  |  |  |  |  |  |  |  |  |  |  |  |  |  |
| |                                                         |  |  |  |  |  |  |  |  |  |  |  |  |  |  |  |
| | 18. Friedrich V của Pfalz                               |  |  |  |  |  |  |  |  |  |  |  |  |  |  |  |
| |                                                         |  |  |  |  |  |  |  |  |  |  |  |  |  |  |  |
| |                                                         |  |  |  |  |  |  |  |  |  |  |  |  |  |  |  |
| | 9. Sophie của Pfalz                                     |  |  |  |  |  |  |  |  |  |  |  |  |  |  |  |
| |                                                         |  |  |  |  |  |  |  |  |  |  |  |  |  |  |  |
| |                                                         |  |  |  |  |  |  |  |  |  |  |  |  |  |  |  |
| | 19. Elizabeth của Anh và Scotland                       |  |  |  |  |  |  |  |  |  |  |  |  |  |  |  |
| |                                                         |  |  |  |  |  |  |  |  |  |  |  |  |  |  |  |
| |                                                         |  |  |  |  |  |  |  |  |  |  |  |  |  |  |  |
| | 2. George II của Anh                                    |  |  |  |  |  |  |  |  |  |  |  |  |  |  |  |
| |                                                         |  |  |  |  |  |  |  |  |  |  |  |  |  |  |  |
| |                                                         |  |  |  |  |  |  |  |  |  |  |  |  |  |  |  |
| | 20. Georg xứ Braunschweig-Calenberg (= 16)              |  |  |  |  |  |  |  |  |  |  |  |  |  |  |  |
| |                                                         |  |  |  |  |  |  |  |  |  |  |  |  |  |  |  |
| |                                                         |  |  |  |  |  |  |  |  |  |  |  |  |  |  |  |
| | 10. Georg Wilhelm xứ Braunschweig-Lüneburg              |  |  |  |  |  |  |  |  |  |  |  |  |  |  |  |
| |                                                         |  |  |  |  |  |  |  |  |  |  |  |  |  |  |  |
| |                                                         |  |  |  |  |  |  |  |  |  |  |  |  |  |  |  |
| | 21. Anna Eleonore xứ Hessen-Darmstadt (= 17)            |  |  |  |  |  |  |  |  |  |  |  |  |  |  |  |
| |                                                         |  |  |  |  |  |  |  |  |  |  |  |  |  |  |  |
| |                                                         |  |  |  |  |  |  |  |  |  |  |  |  |  |  |  |
| | 5. Sophie Dorothea của Celle                            |  |  |  |  |  |  |  |  |  |  |  |  |  |  |  |
| |                                                         |  |  |  |  |  |  |  |  |  |  |  |  |  |  |  |
| |                                                         |  |  |  |  |  |  |  |  |  |  |  |  |  |  |  |
| | 22. Alexandre Desmier xứ Olbreuse                       |  |  |  |  |  |  |  |  |  |  |  |  |  |  |  |
| |                                                         |  |  |  |  |  |  |  |  |  |  |  |  |  |  |  |
| |                                                         |  |  |  |  |  |  |  |  |  |  |  |  |  |  |  |
| | 11. Éléonore Desmier xứ Olbreuse                        |  |  |  |  |  |  |  |  |  |  |  |  |  |  |  |
| |                                                         |  |  |  |  |  |  |  |  |  |  |  |  |  |  |  |
| |                                                         |  |  |  |  |  |  |  |  |  |  |  |  |  |  |  |
| | 23. Jacquette Poussard du Bas-Vandré et de Saint-Marc   |  |  |  |  |  |  |  |  |  |  |  |  |  |  |  |
| |                                                         |  |  |  |  |  |  |  |  |  |  |  |  |  |  |  |
| |                                                         |  |  |  |  |  |  |  |  |  |  |  |  |  |  |  |
| | 1. Louisa của Đại Anh                                   |  |  |  |  |  |  |  |  |  |  |  |  |  |  |  |
| |                                                         |  |  |  |  |  |  |  |  |  |  |  |  |  |  |  |
| |                                                         |  |  |  |  |  |  |  |  |  |  |  |  |  |  |  |
| | 24. Joachim Ernst xứ Brandenburg-Ansbach                |  |  |  |  |  |  |  |  |  |  |  |  |  |  |  |
| |                                                         |  |  |  |  |  |  |  |  |  |  |  |  |  |  |  |
| |                                                         |  |  |  |  |  |  |  |  |  |  |  |  |  |  |  |
| | 12. Albrecht II xứ Brandenburg-Ansbach                  |  |  |  |  |  |  |  |  |  |  |  |  |  |  |  |
| |                                                         |  |  |  |  |  |  |  |  |  |  |  |  |  |  |  |
| |                                                         |  |  |  |  |  |  |  |  |  |  |  |  |  |  |  |
| | 25. Sophie xứ Solms-Laubach                             |  |  |  |  |  |  |  |  |  |  |  |  |  |  |  |
| |                                                         |  |  |  |  |  |  |  |  |  |  |  |  |  |  |  |
| |                                                         |  |  |  |  |  |  |  |  |  |  |  |  |  |  |  |
| | 6. Johann Friedrich I xứ Brandenburg-Ansbach            |  |  |  |  |  |  |  |  |  |  |  |  |  |  |  |
| |                                                         |  |  |  |  |  |  |  |  |  |  |  |  |  |  |  |
| |                                                         |  |  |  |  |  |  |  |  |  |  |  |  |  |  |  |
| | 26. Joachim Ernst xứ Oettingen-Oettingen                |  |  |  |  |  |  |  |  |  |  |  |  |  |  |  |
| |                                                         |  |  |  |  |  |  |  |  |  |  |  |  |  |  |  |
| |                                                         |  |  |  |  |  |  |  |  |  |  |  |  |  |  |  |
| | 13. Sophie Margarete xứ Oettingen-Oettingen             |  |  |  |  |  |  |  |  |  |  |  |  |  |  |  |
| |                                                         |  |  |  |  |  |  |  |  |  |  |  |  |  |  |  |
| |                                                         |  |  |  |  |  |  |  |  |  |  |  |  |  |  |  |
| | 27. Anna Sibilla xứ Solms-Sonnenwalde                   |  |  |  |  |  |  |  |  |  |  |  |  |  |  |  |
| |                                                         |  |  |  |  |  |  |  |  |  |  |  |  |  |  |  |
| |                                                         |  |  |  |  |  |  |  |  |  |  |  |  |  |  |  |
| | 3. Caroline xứ Ansbach                                  |  |  |  |  |  |  |  |  |  |  |  |  |  |  |  |
| |                                                         |  |  |  |  |  |  |  |  |  |  |  |  |  |  |  |
| |                                                         |  |  |  |  |  |  |  |  |  |  |  |  |  |  |  |
| | 28. Wilhelm xứ Sachsen-Weimar                           |  |  |  |  |  |  |  |  |  |  |  |  |  |  |  |
| |                                                         |  |  |  |  |  |  |  |  |  |  |  |  |  |  |  |
| |                                                         |  |  |  |  |  |  |  |  |  |  |  |  |  |  |  |
| | 14. Johann Georg I xứ Sachsen-Eisenach                  |  |  |  |  |  |  |  |  |  |  |  |  |  |  |  |
| |                                                         |  |  |  |  |  |  |  |  |  |  |  |  |  |  |  |
| |                                                         |  |  |  |  |  |  |  |  |  |  |  |  |  |  |  |
| | 29. Eleonore Dorothea xứ Anhalt-Dessau                  |  |  |  |  |  |  |  |  |  |  |  |  |  |  |  |
| |                                                         |  |  |  |  |  |  |  |  |  |  |  |  |  |  |  |
| |                                                         |  |  |  |  |  |  |  |  |  |  |  |  |  |  |  |
| | 7. Eleonore xứ Sachsen-Eisenach                         |  |  |  |  |  |  |  |  |  |  |  |  |  |  |  |
| |                                                         |  |  |  |  |  |  |  |  |  |  |  |  |  |  |  |
| |                                                         |  |  |  |  |  |  |  |  |  |  |  |  |  |  |  |
| | 30. Ernst xứ Sayn-Wittgenstein                          |  |  |  |  |  |  |  |  |  |  |  |  |  |  |  |
| |                                                         |  |  |  |  |  |  |  |  |  |  |  |  |  |  |  |
| |                                                         |  |  |  |  |  |  |  |  |  |  |  |  |  |  |  |
| | 15. Johannetta I xứ Sayn-Wittgenstein-Sayn-Altenkirchen |  |  |  |  |  |  |  |  |  |  |  |  |  |  |  |
| |                                                         |  |  |  |  |  |  |  |  |  |  |  |  |  |  |  |
| |                                                         |  |  |  |  |  |  |  |  |  |  |  |  |  |  |  |
| | 31. Louise Juliane xứ Erbach                            |  |  |  |  |  |  |  |  |  |  |  |  |  |  |  |
| |                                                         |  |  |  |  |  |  |  |  |  |  |  |  |  |  |  |
| |                                                         |  |  |  |  |  |  |  |  |  |  |  |  |  |  |  |

### Trích dẫn
1. 1 2  Panton, Kenneth J. (2011). Historical dictionary of the British monarchy. Scarecrow Press. tr. 304. ISBN 978-0-8108-5779-7. OCLC 897043675.
2. ↑  Holm 1896, tr. 399-401.
3. 1 2  Oxford Dictionary of National Biography . Oxford: British Academy, Oxford University Press. ISBN 9780198614128. OCLC 56568095.
4. 1 2  The London Gazette refers to her as "Princess Louisa". "No. 6332". The London Gazette. ngày 26 tháng 12 năm 1724. tr. 1.
5. 1 2 3 4 5  Holm 1896, tr. 399.
6. 1 2 3  Bregnsbo, p. 347.
7. 1 2 3 4 5  Louise, Dansk Kvindebiografisk Leksikon
8. 1 2 3 4  Jørgensen 1938, tr. 490.
9. ↑  "Treasury Books and Papers: October 1744 Pages 522-530 Calendar of Treasury Books and Papers, Volume 5, 1742-1745. Originally published by His Majesty's Stationery Office, London, 1903". British History Online.
10. 1 2 3 4 5  Bech 1981.
11. 1 2 3  Holm 1896, tr. 400.
12. ↑  Holm 1896, tr. 399-400.
13. ↑  Monrad Møller, Anders (2012). Enevældens kroninger. Syv salvinger - ceremoniellet, teksterne og musikken [The coronations of the absolute monarchy. Seven anointings - the ceremonial, the lyrics and the music] (bằng tiếng Đan Mạch). Copenhagen: Forlaget Falcon. tr. 104–27. ISBN 978-87-88802-29-0.
14. ↑  Bregnsbo, p. 349.
15. ↑  Ludvig Holberg (1749). "Epistola CCCLXXVII.". Ludvig Holbergs Epistler. Quyển Tomus IV. Copenhagen. tr. 281–82.
16. ↑  Schepelern, Gerhard (1976). Italienerne på Hofteatret [The Italians at the Court Theater]. Quyển 1. Copenhagen: Forlaget Rhodos.
17. ↑  Müller, Erich (1917). Angelo und Pietro Mingotti : Ein Beitrag zur Geschichte der Oper im 18. Jahrhundert [Angelo and Pietro Mingotti: A Contribution to the History of Opera in the Eighteenth Century] (bằng tiếng Đức). Dresden.{{Chú thích sách}}:  Quản lý CS1: địa điểm thiếu nhà xuất bản (liên kết)
18. ↑  "Charlottenborg - et stop på din musikalske byvandring gennem København" [Charlottenborg - a stop on your musical city walk through Copenhagen] (bằng tiếng Đan Mạch). The Royal Danish Library. Bản gốc lưu trữ ngày 15 tháng 9 năm 2011. Truy cập ngày 16 tháng 2 năm 2013.
19. ↑  Ribbing, Gerd (1958). Gustav III:s hustru. Sofia Magdalena [The wife of Gustav III. Sofia Magdalena]. Stockholm: Bonnier.
20. ↑  Jørgensen 1938, tr. 491.
21. ↑  "Dronning Louise". gravsted.dk (bằng tiếng Đan Mạch). Truy cập ngày 14 tháng 4 năm 2022.
22. ↑  Friedrich Gottlieb Klopstock (1798). Oden. Quyển 1. Leipzig: Göschen. tr. 106ff.
23. ↑  Leitner, Thea (1993). Skandal bei Hof. Ueberreuter. ISBN 3-8000-3492-1.
24. ↑  Gannett, Henry (1905). The Origin of Certain Place Names in the United States. Washington D.C.: U.S. Government Printing Office. tr. 191.
25. ↑  Marks of Cadency in the British Royal Family